# 松浦市立青島小学校・中学校
松浦市立青島小学校・中学校（まつうらしりつ あおしましょうがっこう・ちゅうがっこう、Matsuura City Aoshima Elementary and Junior High School）は、長崎県松浦市星鹿町青島免にある公立小・中併設校。

## 概要
歴史
1875年（明治8年）に星鹿小学校の分教場として創立。1944年（昭和19年）に小学校が独立。1947年（昭和22年）の学制改革では御厨中学校青島分校が設置され、1957年（昭和32年）に独立。2015年（平成27年）に小学校は創立140周年を迎えた。
校章・校歌
校区
「長崎県松浦市星鹿町青島免」全域。

## 沿革
- 1875年（明治8年）10月 - 「星鹿小学校 青島分教場」が設置される。
- 1878年（明治11年）- 郡制の施行により、北松浦郡に属することとなる。
- 1881年（明治14年）-「公立中等星鹿小学校 青島分教場」に改称。
- 1886年（明治19年）
  - 4月 - 小学校令の施行により、星鹿小学校から分離し、「簡易星鹿小学校」として独立。
  - 11月15日 - 志佐村浦免に「長崎県第十六高等小学校」が設置される。北松浦郡の中の11村を学区とする。
- 1887年（明治20年）- 志佐町無量寺跡の寺屋が長崎県第十六高等小学校の仮校舎となる。また高等小学校の寄宿舎が設置される。
  - 高等小学校の学区は広く、通学困難な児童を対象に寄宿舎が設置された。
- 1889年（明治22年）4月1日 - 町村制の施行により、簡易青島小学校が星鹿村立の小学校となる。
- 1890年（明治23年）- 長崎県第十六高等小学校の新校舎が志佐町に完成。
- 1893年（明治26年）
  - 4月 - 統合により「星鹿尋常小学校 青島分教場」に改称。
  - この年 - 長崎県第十六高等小学校が廃止され、志佐高等小学校が開設される。
- 1899年（明治32年） - 「星鹿尋常高等小学校 青島分教場」に改称。
- 1908年（明治41年）4月1日 - 小学校令の改正により、義務教育年限（尋常科の修業年限）が4年から6年に延長されたことにより、尋常科5年を設置。
- 1909年（明治42年）4月1日 - 尋常科6年を設置。
- 1941年（昭和16年）
  - 1月1日 - 星鹿村と御厨村が合併し、新御厨町が発足。これにより新御厨町立の小学校分校となる。
  - 4月1日 - 国民学校令の施行により、「新御厨町星鹿国民学校 青島分教場」に改称。尋常科を初等科に改める。
- 1944年（昭和19年）4月1日 - 星鹿国民学校から分離し、「新御厨町青島国民学校」として独立。

- 1947年（昭和22年）4月1日 - 学制改革（六・三制の実施）が行われる。
  - 国民学校の初等科が改組され、「新御厨町立青島小学校」が発足。
  - 「新御厨町立御厨中学校青島分校」（新制中学校）が併設される。
- 1955年（昭和30年）4月15日 - 松浦市の発足により、「松浦市立青島小学校」・「松浦市立御厨中学校青島分校」に改称。
- 1957年（昭和32年）4月1日 - 中学校分校が独立し、「松浦市立青島中学校」となる。中学校の初代校長は江口昌夫。
- 1958年（昭和33年）- 新校舎が完成。
- 1973年（昭和48年）- 青島へき地集会所兼体育館が完成。
- 2014年（平成26年）7月1日 - 体育館を改築。

## アクセス
島内に公共交通機関は運行されていない。
青島へのアクセス
- 鷹島汽船が御厨港・青島・鷹島（船唐津・黒島・阿翁）の間をフェリー（「フェリーたかしま2」）で結んでいる（所要時間:約20分）[2]。

## 周辺
- 松浦市青島住民センター
- 国民健康保険直営松浦市立中央診療所青島出張診療所
- 青島簡易郵便局
- 七郎神社

## 関連事項
- 長崎県小学校一覧
- 長崎県中学校一覧
- 青島小学校 - 同名の小学校
- 青島中学校 - 同名の中学校